# 스카이파이어 (영화)
스카이파이어(天·火, SKYFIRE)는 중국에서 제작된 사이먼 웨스트 감독의 2019년 액션, 모험 영화이다. 한 리조트에 벌어진 화산 분화에 관한 재난 액션 영화이다.

## 출연
- 왕쉐치
- 쿤링
- 더우샤오
- 제이슨 아이작스